# The Palestinian Museum
The Palestinian Museum is een vlaggenschipproject van de Welfare Association, een non-profitorganisatie voor de ontwikkeling van humanitaire projecten. Het museum is gevestigd in het dorp Bir Zeit op de Westelijke Jordaanoever. Het heeft tot doel het verleden, het heden en de toekomst van Palestina te bespreken.

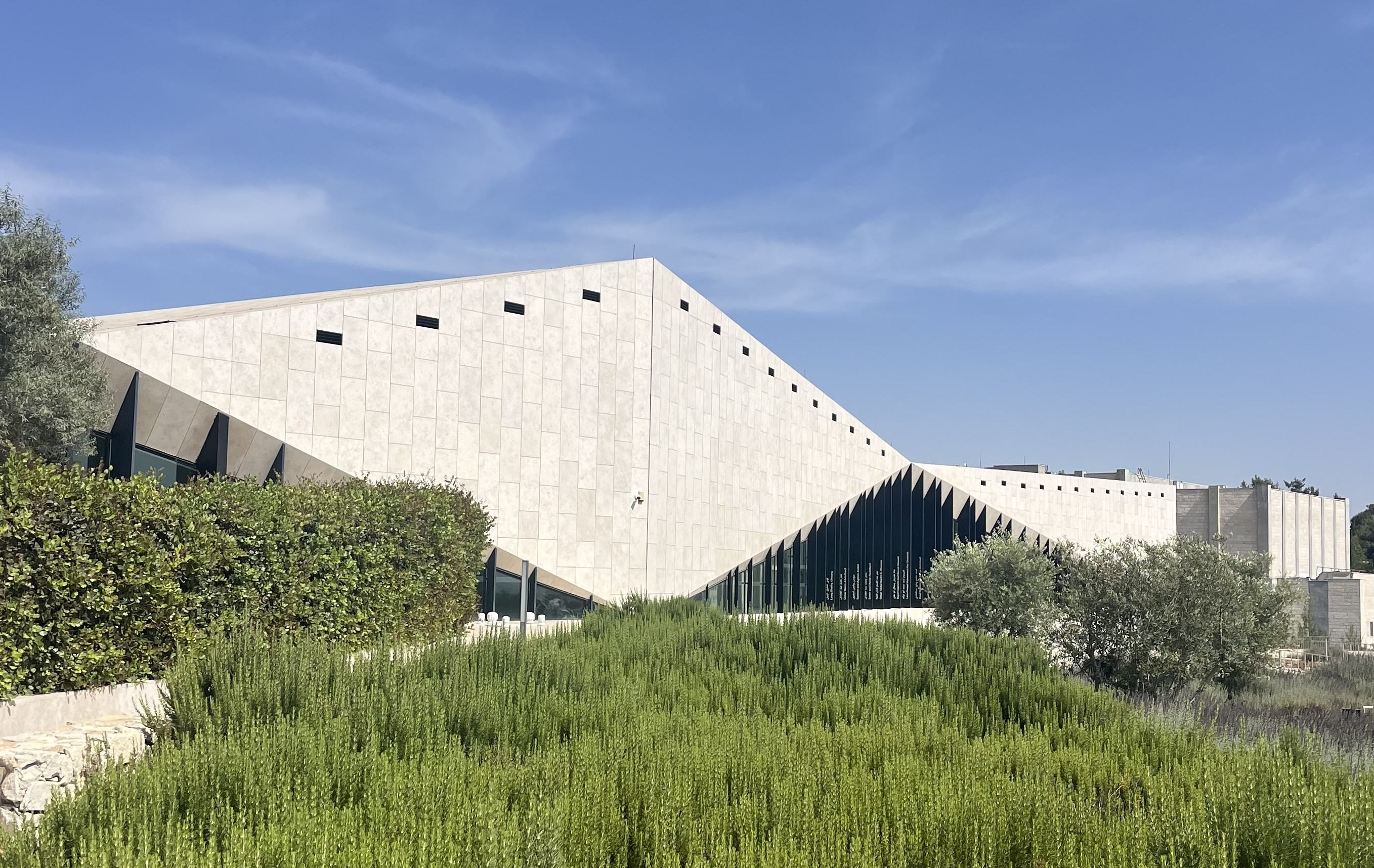
The Palestinian Museum

Het museum werd geopend op 18 mei 2016, ondanks dat er op dat moment nog geen tentoonstellingen waren. De eerste tentoonstelling Jerusalem Lives werd geopend op 26 augustus 2017.

## Concept
Het idee om een museum te ontwikkelen werd in 1997 geïnitieerd door de in Londen gevestigde Welfare Association om op die manier de Nakba te herdenken, en ontwikkelde zich later tot een breder standpunt om de Palestijnse geschiedenis, samenleving, kunst en cultuur vanaf het begin van de 19e eeuw te documenteren.
Naast dat het museum de geschiedenis en aspiraties van het Palestijnse volk wil vertegenwoordigen, wil het ook politieke en geografische grenzen overstijgen en de mobiliteitsproblemen als gevolg van het Israëlisch-Palestijnse conflict aanpakken. Door middel van lokale, regionale en internationale samenwerkingsverbanden en aangesloten centra probeert het museum Palestijnen over de hele wereld met elkaar te verbinden. De onderzoeksprogramma's van het museum ontwikkelen kennis en nieuwe denkwijzen die relevant zijn binnen en buiten de Palestijnse gebieden. Via zijn digitale platforms en internationale partners wil het museum in contact komen met de circa 10 miljoen Palestijnen, die verspreid over de hele wereld wonen, en met iedereen die geïnteresseerd is in Palestina.
Het museum is in mei 2015 officieel toegetreden tot de International Council of Museums.
Op 18 mei 2016 werd het museum ingehuldigd door de Palestijnse president Mahmoud Abbas.
Tijdens de COVID-19 gerelateerde lockdown in 2020 werden de activiteiten online voortgezet.

## Architecture
Het museumgebouw werd ontworpen door Heneghan Peng, het architectenbureau dat tevens het nog te voltooien Groot Egyptisch Museum ontwierp.
De duurzame constructie leverde het museum het LEED Gold-certificaat op. LEED staat voor Leadership in Energy and Environmental Design ofwel 'leiderschap in energie en milieudesign'. Bij het ontwerp en de exploitatie van het gebouw is rekening gehouden met duurzaamheid. Om te voldoen aan de LEED-normen, moesten de bouwers technologieën implementeren die nieuw waren voor de bouwsector in het gebied.
Het museumgebouw staat in een heuvelachtig gebied en is gebouwd op bijna tien hectare grond, dat geschonken werd door de Universiteit van Bir Zeit. De kosten van het gebouw worden geschat op 24 à 30 miljoen dollar.
Op 29 augustus 2019 werd het museum uitgeroepen tot winnaar van de Aga Khan Award for Architecture.